# أتش أم أس سيل (أن37)
أتش أم أس سيل واحدة من ستة غواصات من طراز Grampus-فئة class تسخدم لزرع الألغام خدمت في البحرية الملكية. عملت في الحرب العالمية الثانية واستولت عليها كريغسمارين وتم نقلها إلى الخدمة في البحرية الألمانية باعتبارها يو بي، واحدة من عدة غواصات تم الإستيلاء عليها. كانت الغواصة الوحيدة التي أستولى عليها الألمان في عرض البحر خلال الحرب العالمية الثانية. تمكن الألمان عند الإستيلاء على هذه الغواصة بتصحيح خطأ حرج في طوربيدات غواصاتهم.
تم وضعها في تشاتام دوكيارد في 9 ديسمبر 1936، وتم إطلاقها في 27 سبتمبر 1938 وتم تكليفها في البحرية الملكية في 24 مايو 1939. كان قائدها روبرت لونسديل. 

## خسارتها في كاتيغات

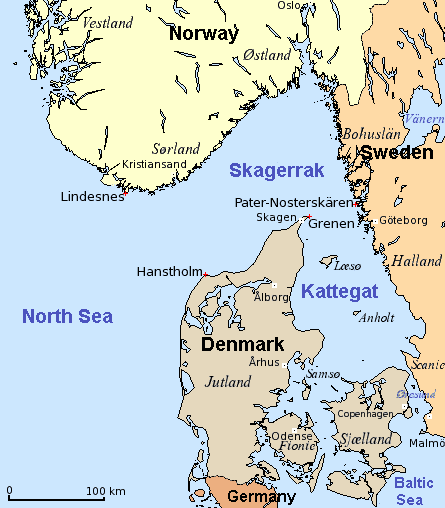
كاتيجات وسكاجيراك.

في 29 أبريل 1940، تركت في إمينجهام محملة بـ 50 لغم. عندى دخولها في سكاغيراك، التقت أتش أم أس Narwhal وغادرت المنطقة بعد أن أصابة الدفاعات الألمانية بتسجيلها ست ضربات بست طوربيدات. كانت سيل تعمل على عمق ضحل للحفاظ على السرعة والحفاظ على الطاقة، عندما تم رصدها بواسطة طائرة هينكل هي 115 في 4 مايو في حوالي الساعة 02:30. ثم غطست إلى 90 قدم (27 م) وتضررت قليلا من قنبلة. في وقت لاحق من صباح ذلك اليوم، اكتشف الغواصة سفن الصيد الألمانية المضادة للغواصات بحثًا عنها، واضطرت إلى التحويل إلى المنطقة المستهدفة الثانوية. في حوالي الساعة التاسعة صباحًا، بدأت سيل بإلقاء الألغام واستكمال تلك المهمة بعد حوالي 45 دقيقة.
توجهت الغواصة البريطانية عائدة إلى الوطن، لكن سفن الصيد المذذادة للغواصات لحقتها. في الساعة 3:00 مساءً، اكتشفت دورية مكونة من تسعة قوارب طوربيد ألماني مضادة للغواصات قادمة من اتجاهات مختلفة. كانت منطقة كاتيغات ضحلة جدًا بحيث لا تسمح للغواصة كبيرة الحجم مثل سيل بالغوص على عمق والهرب. اتبعت الغواصة مسار متعرج، وفي حوالي الساعة 6:00 مساءً، استقرت الغواصة في مكان توقف في قاع البحر. لم يعرف الطاقم أنهم دخلو حقل ألغام مجهول. واحدة من الطائرات المائية القت لغم وفي حوالي الساعة 06:30 مساء، اصاب اللغم موخرة الغواصة. كان هناك انفجار ضخم وأصيبت سيل بأضرار بالغة.
تشير الزيادة الكبيرة في ضغط الهواء إلى أن كمية كبيرة من الماء دخلت الغواصة. تحولت وجبة الطاقم المسائية تحولت إلى فوضى ومالت الغواصة إلى أعلى حوالي 10 درجات. تم إغلاق جميع الأبواب لمنع تسرب الماء بسرعة وتم حشر جميع أفراد الطاقم، لكن تمكن اثنان من المحاصرين في النهاية من الوصول إلى غرفة التحكم. دهش الطاقم أنه لم تلاحظ السفن التي كانت تطارد الغواصة الانفجار وابتعدت. بعد عدة عمليات إصلاحات، اضطر الطاقم إلى الانتظار حتى الساعة 22:30 عندما كان الظلام كافياً لمحاولة القيام برفع الغواصة.
في الساعة 10:30 مساءً، بدأت المحركات الرئيسية بالعمل، لكن بقي الصارم عالقًا في قاع البحر. ارتفع ميلان الغواصة بزاوية أكثر حدة، وكان لا بد من التخلي عن محاولة الإصلاح. بحلول هذا الوقت، تدهورت نوعية الهواء بشكل سيء. تم إتخاذ إجراء طارئة والقيام بإصلاحات لحث المضخة على تفجير الهواء في نظام القطع الخلفي. في محاولة ثانية تم إطلاق والتخلص عارضة الإسقاط التي يبلغ وزنها 11 طنًا. هذا يعني أن الغواصة لم تتمكن من الغوص مرة أخرى. تم استخدام المزيد من هواء الضغط العالي لتفجير الخزانات المتبقية، ولكن مرة أخرى لم تنجح المحاولة. كان للتسمم بثاني أكسيد الكربون تأثير متسارع على الطاقم ودعت إلى محاولة ثالثة باستخدام المحركات. هذا فشل أيضا.
في الساعة 01:10، دعا لونسديل، وهو مسيحي متدين، طاقمه للصلاة وقادهم في صلاة الربية ثم استجاب الطاقم لأمره بالانتقال إلى الأمام قدر الإمكان لمحاولة قلب الغوصة لإعادتها لتتوازن، على الرغم من أن العديد منهم أغمي عليهم أو كانوا مرضى. بينما تم التفكير في استخدام معدات الهروب من ديفيس، تم إدراك أن الأمر سيستغرق عدة ساعات للهروب بهذه الطريقة وكان هناك خطر من إغراق المركبة بأكملها قبل أن يتمكن أكبر عدد من الفرار. تم إجراء محاولة أخيرة لرفع الغواصة. اشتعلت النيران في المحركات، ولكن الحريق أخمد بسبب نقص الأكسجين. كانت البطاريات فارغة تقريبًا وتم أستنفاذ الهواء المضغوط. أدرك المهندسون أن هناك مجموعة واحدة من خزانات الهواء المضغوط فيها كمية ضئيلة من الهواء. تم الوصول لصمام الهواء وفتحه، وبدأت الغواصة تتحرك للأعلى.
طفت الغواصة في تمام الساعة 01:30. بعد إطلاق الهواء المضغوط، تسبب الهواء المنعش في صداع مفاجئ للطاقم الذي عانى من حرمان من الأكسجين. تسلق ونسديل إلى الجسر، وعاين المنطقة المحيطة ثم قرر المحاولة لسير للمياه السويدية. ثت إرسال رسالة إلى الأميرالية: «أنا ساسير نحو الساحل السويدي». مع إتلاف كتب التشفير، لم يتم فك ردين هما- «تم التفهم والموافقة مع. حظا سعيدا» و«سلامة الموظفين سيكون الاعتبار الأول بعد تدمير الأسديكس». تعرضت الدفة لأضرار وكان من المستحيل توجيه القارب، ولكن تبين أنه يمكن إجراء عكس ذلك. تم إحراز تقدم كبير، لكن الطين قد دخل إلى نظام التشحيم وبقي محرك واحد شبه يعمل.
غير قادر على الغوص وبدون قوة دافعة، بعض الرجال الجرحى وبدون دفاعات، لم يكن لدى Lonsdale بديل سوى الاستسلام. تم رفع مائدة قماش الفوضى البيضاء على الصاري. قام ليوتانت شميدت بإحضار طائرته البحرية إلى جانبه وطالب القبطان بالسباحة إليه. في عيد ميلاده الـ 35، سبح Lonsdale إلى الطائرة المائية، وبعد ذلك بفترة قصيرة، سبح الضابط الصغير إلى Arado الآخر. انتظر الطاقم على الغواصة حتى تصل سفينة الصيد البحرية المضادة للغواصات UJ-128 ، الساعة 06:30. كان من المتوقع أن يغرق القارب، الذي كان مختبئًا وقيدًا، من تلقاء نفسه، ولكن جرت محاولات لإخراجه. أقلعت الطائرة الصعود الألمانية، وتم سحب الغواصة إلى فردريكشافن.